# Kanton Le Creusot-Ouest
Der Kanton Le Creusot-Ouest war von 1973 bis 2015 ein französischer Wahlkreis im Arrondissement Autun, im Département Saône-et-Loire und in der Region Burgund.

## Gemeinden
Der Kanton bestand einem Teil von Le Creusot. Im Kanton lebten zum 1. Januar 2012 insgesamt 12.967 Einwohner.